# Alcetas al II-lea al Macedoniei
Alcetas II-lea al Macedoniei (în greacă: Ἀλκέτας B' ὁ Μακεδὼν) (d. 448 î.Hr.) a fost fiul cel mare al lui Alexandru I. El a devenit rege al Macedoniei după moartea tatălui său în 454 î.Hr.. Frații lui au fost Perdiccas al II-lea și "Filippus". El a fost cunoscut pentru dependența sa de alcool. Dupa 6 ani ca rege, el a fost ucis de nepotul său Archelaus I fiul fratelui său mai tânăr Perdiccas al II-lea. A fost urmat la tron de fratele său Perdiccas al II-lea.